# Veterinærsygepleje
|  | Denne artikel handler om den veterinære (dyrerelaterede) sygepleje. For artiklen om den humane (menneskerelaterede) sygepleje, se Sygepleje. |

Veterinærsygepleje er den form for sygepleje, som professionelt udføres af veterinærsygeplejepersonale (dvs. veterinærsygeplejersker, veterinærsygehjælpere og dyrepassere) over for patienter på dyreklinikker, dyrehospitaler og lignende steder.
Ligesom human sygepleje (som udføres af sygeplejersker, sygehjælpere m.fl.) sigter mod at pleje den syge patient og assistere lægen, sigter den veterinære sygepleje mod at pleje det syge dyr og assistere dyrlægen. Veterinærsygeplejens kerneaspekt er at yde patienterne (dyrene) samt disses ejere fysisk og psykisk pleje og omsorg.
Der er mange andre opgaver forbundet med veterinærsygeplejen, som f.eks. sårpleje, temperaturmåling, den teknisk-praktiske assistance under operationer, undersøgelser og lignende. Veterinærsygeplejepersonale passer og overvåger også indlagte patienter og vejleder desuden også dyreejerne i den efterfølgende sygepleje, som ejerne selv skal udføre hjemme.
Derudover omfatter den veterinære sygepleje også praktisk og teoretisk forebyggelse af sygdomme.